# Die Kunstdenkmäler in Baden-Württemberg
Die Reihe Die Kunstdenkmäler in Baden-Württemberg ist das amtliche Kunstdenkmälerinventar des Landes Baden-Württemberg. Sie wird herausgegeben vom Landesamt für Denkmalpflege Baden-Württemberg.
Sie setzt die beiden älteren Reihen für die Landesteile Baden Die Kunstdenkmäler des Grossherzogthums Baden (bzw. Die Kunstdenkmäler Badens) und Württemberg Die Kunst- und Altertums-Denkmale im Königreich Württemberg (bzw. Die Kunstdenkmäler in Württemberg) fort.

## Bände
- Hans Andreas Klaiber, Reinhard Wortmann: Die Kunstdenkmäler des ehemaligen Oberamts Ulm ohne die Gemarkung Ulm. Deutscher Kunstverlag, München 1978, ISBN 3-422-00553-6.
- Hans Huth: Stadtkreis Mannheim. 2 Teilbände. Deutscher Kunstverlag, München 1982, ISBN 3-422-00556-0.
- Alfred Schahl: Die Kunstdenkmäler des Rems-Murr-Kreises. 2 Teilbände. Deutscher Kunstverlag, München 1983, ISBN 3-422-00560-9.
- Die Kunstdenkmäler der Stadt Schwäbisch Gmünd.
  - Band 1: Richard Strobel, Klaus Jürgen Herrmann: Stadtbaugeschichte, Stadtbefestigung, Heiligkreuzmünster. Deutscher Kunstverlag, München 2003, ISBN 3-422-06381-1.
  - Band 2: Richard Strobel: Kirchen der Altstadt ohne Heiligkreuzmünster. Deutscher Kunstverlag, München 1995, ISBN 3-422-00569-2.
  - Band 3: Richard Strobel: Profanbauten der Altstadt ohne Stadtbefestigung. Deutscher Kunstverlag, München 1995, ISBN 3-422-00570-6.
  - Band 4: Richard Strobel, Hans Peter Münzenmayer: Kirchen und Profanbauten außerhalb der Altstadt, Ortsteile. Deutscher Kunstverlag, München 2003, ISBN 3-422-06381-1.